# Epectasis junceoides
Epectasis junceoides är en skalbaggsart som beskrevs av Stefan von Breuning 1961. Epectasis junceoides ingår i släktet Epectasis och familjen långhorningar. Inga underarter finns listade i Catalogue of Life.